# NGC 2477

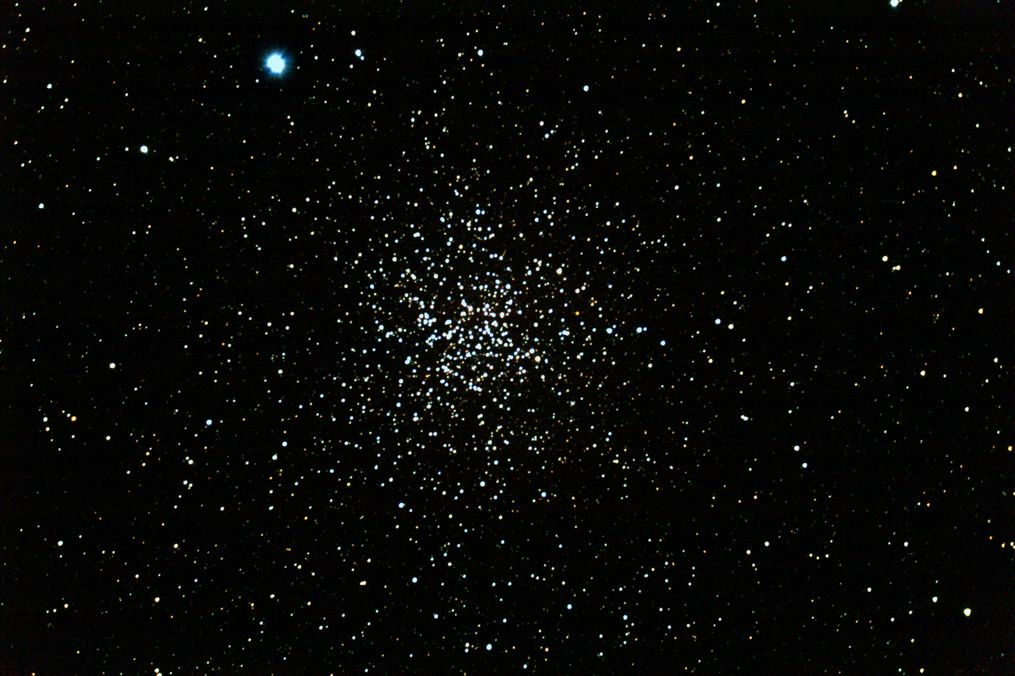
NGC 2477

NGC 2477 sau Caldwell 71 este un roi deschis din constelația Pupa. A fost descoperit de Abbé Lacaille în 1751. 